# أوغسطين (فلم)
أوغسطين (بالإنجليزية:Augustine) هو فيلم درامي تاريخي فرنسي أُصدر عام 2012 يتحدث عن علاقة حب بين طبيب الأعصاب الفرنسي جان مارتن شاركو ومريضته لويز أوغسطين جليزيس ، التي كانت تُعرف باسم أوغسطين. يُعتبر هذا الفيلم هو أول فيلم روائي طويل للمخرجة أليس وينوكور.
عُرض الفيلم لأول مرة في فرنسا في عام 2012 في مهرجان كان السينمائي في قسم العروض الخاصة ثم عُرض لاحقًا في مهرجان تورنتو السينمائي الدولي لعام 2012 في قسم الاكتشاف. تم إصداره في فرنسا في نوفمبر 2012 وفي الولايات المتحدة في مايو 2013 ، نظرًا لإصدار محدود من Music Box Films.

## طاقم التمثيل
- Déborah Révy  [لغات أخرى]‏
- Aurore Broutin  [لغات أخرى]‏
- Audrey Bonnet  [لغات أخرى]‏
- سوكو
- كيارا ماستروياني
- غريغوار كولن
- فرانس بوير  [لغات أخرى]‏
- غريغوري غاديبوا
- أوليفر ريبوردين
- صوفي كاتنى
- Stéphan Wojtowicz  [لغات أخرى]‏
- فينسنت ليندون
- روكسان دوران

## وصلات خارجية
- مقالات تستعمل روابط فنية بلا صلة مع ويكي بيانات